# Contrasto di interessi
Con la locuzione contrasto di interessi ci si riferisce ad alcuni metodi, intesi a combattere l'evasione fiscale, basati, per l'appunto, sull'instaurazione di un contrasto tra l'interesse di chi vende e di chi compra beni o servizi.

## Scaricare le spese sostenute
Di metodi per raggiungere questo scopo ne sono stati concepiti diversi, ma comunemente la locuzione fa riferimento alla possibilità per l'acquirente di “scaricare”, ovvero portare in detrazione fiscale, le spese sostenute e debitamente documentate. Si tratta di un tema molto popolare, riproposto di frequente sui diversi media sia dal pubblico che da personaggi autorevoli. Vi sono anche documenti elaborati da alcune organizzazioni sindacali e imprenditoriali a sostegno dell'adozione di questo metodo. Nella campagna elettorale per le elezioni del febbraio 2013 la proposta è stata rilanciata da diversi esponenti politici tra cui Alfano e Di Pietro. In Italia vi è anche l'opinione diffusa che tale metodo sia alla base del sistema fiscale statunitense, dove, secondo la vulgata corrente, sarebbe possibile, all'atto della denuncia dei redditi, portare in detrazione tutte (o quasi) le spese sostenute, mentre questo non corrisponde al vero. Questa popolarità non sembra scalfita dalle analisi critiche di Maria Cecilia Guerra e Alberto Zanardi, che evidenziano la sostanziale inefficacia del metodo nel raggiungere il suo obbiettivo, ovvero battere l'evasione fiscale e recuperare introiti per l'erario. Tale analisi critica è stata ripresa ed anche ampliata da vari autori.

## Esempi pratici di contrasto di interessi
Di seguito alcuni approfondimenti per comprendere in pratica cosa significhi contrasto d'interesse, al fine di individuare alcuni potenziali punti deboli.

### Caso semplificato
Poniamo 100€ documentati (fattura o scontrino) di cui diciamo 20€ di IVA per semplicità. Su 100€ euro (cioè 80€ netto IVA) il professionista dovrà pagare circa 30-40% di imposte su quel imponibile, poniamo 35€ (aliquota per reddito medio-basso). A questo punto è sufficiente praticare al cliente uno sconto di 10€ sull'importo senza IVA, facendogli pagare 70€ invece che 80€. È vero che il fornitore incassa 70€ invece che 80€, perdendo 10€ di profitto, ma se avesse documentata la transazione avrebbe dovuto pagare ben di più di imposte (35€).
Si comprende che maggiore è l'importo della transazione nonché l'aliquota reddituale del fornitore, il contrasto d'interesse è ancor meno vantaggioso.

### Senza IVA deducibile
Si immagini l'esempio di un falegname che richieda 1.500€ + IVA per la realizzazione di una cucina e proponga uno sconto di 200€ per non emettere fattura.
Come ulteriore semplificazione ipotizziamo una tassazione IRPEF fissa del 25% che è la media tra i 2 scaglioni più diffusi.
Per facilità di calcolo usiamo l'IVA al 20%
Il cliente è un dipendente con uno stipendio lordo mensile di 2.000€  e netto di 1.500€
Nel seguente scenario simuleremo quanto metterebbero in tasca il cliente dipendente, il falegname e lo Stato nel caso si scegliesse il pagamento in nero scontato a 1.300 €
| senza fattura      | Cliente  | Falegname | Stato |
| ------------------ | -------- | --------- | ----- |
| ricavo iniziale    | 2.000 €  | 1.300 €   |       |
| spese deducibili   |          |           |       |
| lordo              | 2.000 €  |           |       |
| IRPEF 25%          | -500 €   |           | 500 € |
| netto              | 1.500 €  | 1.300 €   |       |
| spese indeducibili | -1.300 € |           |       |
| mette in tasca     | 200 €    | 1.300 €   | 500 € |

Il cliente riceve dall'azienda uno stipendio lordo di 2.000 €. Avendo scelto il pagamento in nero, non può scaricare nulla, gli verranno trattenute in busta 500 € di IRPEF. Per cui riceve uno stipendio netto di 1.500€ con cui pagare il falegname 1.300 €.
In tasca rimarranno al cliente 200 €.
Il falegname, non avendo pagato alcuna tassa, riceverà 1.300 € puliti.
Lo Stato metterà in tasca 500 € di IRPEF.
Se il cliente chiedesse la fattura al falegname, quindi decidesse di pagare a prezzo pieno 1.500 + IVA, otterremmo:
| con fattura        | Cliente       | Falegname | Stato |
| ------------------ | ------------- | --------- | ----- |
| ricavo iniziale    | 2.000 €       | 1.500 €   |       |
| spese deducibili   | 1.500 €       |           |       |
| lordo              | 500 €         | 1.500 €   |       |
| IRPEF 25%          | -125 €        | -375 €    | 500 € |
| netto              | 375 €         | 1.125 €   |       |
| spese indeducibili | -300 € di IVA |           | 300 € |
| mette in tasca     | 75 €          | 1.125 €   | 800 € |

Come possiamo vedere, richiedendo il pagamento con fattura, il cliente ha uno stipendio lordo di 2.000€. Scarica 1.500 € di spese del falegname. Ne rimangono 500€ su cui paga un IRPEF di 125€
Tuttavia deve ancora farsi carico dell'IVA, che di fatto annulla tutto il risparmio. Il cliente esce perdente e si ritrova in tasca solo 75€
Il falegname pagando l'IRPEF mette in tasca 1.125 €
Lo Stato ha guadagnato da entrambi, portando a casa ben 800 €
Apparentemente, numeri alla mano, sembra che il sistema non riesca nel suo intento, a causa dell'imposta sull'IVA.

### Con IVA deducibile
I sostenitori del contrasto di interessi asseriscono che l'esempio sopra riportato è fuorviante, perché nel momento in cui l'IVA viene esclusa dalle spese deducibili, non può essere considerato contrasto di interessi, in quanto il sistema porta benefici, solo se è possibile scaricare tutto.
Riprendiamo l'esempio del falegname, in cui simuleremo ciò che i sostenitori definiscono il vero contrasto di interessi:
IVA 0% spostata all'interno dell'IRPEF
IRPEF 45% (ha assorbito l'IVA)
| senza fattura      | Cliente  | Falegname | Stato |
| ------------------ | -------- | --------- | ----- |
| ricavo iniziale    | 2.000 €  | 1.300 €   |       |
| spese deducibili   |          |           |       |
| lordo              | 2.000 €  |           |       |
| IRPEF 45%          | -900 €   |           | 900 € |
| netto              | 1.100 €  | 1.300 €   |       |
| spese indeducibili | -1.300 € |           |       |
| mette in tasca     | -200 €   | 1.300 €   | 900 € |

Il cliente riceve dall'azienda uno stipendio lordo di 2.000 €. Avendo scelto il pagamento in nero, non può scaricare nulla, gli verranno trattenute in busta 900 € di IRPEF. Per cui riceve uno stipendio netto di 1.100€ con cui pagare il falegname 1.300 €.
Al cliente non rimarrà in tasca niente. Anzi dovrà prendere dai propri risparmi altri 200 €. Ecco che pagare in nero diventa costoso.
Il falegname, non avendo pagato alcuna tassa, riceverà 1.300 € pulite.
Lo Stato metterà in tasca 900 € di IRPEF.
Anche per lo Stato il vero contrasto d'interessi ha portato beneficio. Ha aumentato le sue entrate anche col pagamento senza fattura. Con l'IVA ne prendeva solo 500€ ora ne riceve 900€
Se il cliente chiedesse la fattura al falegname, quindi decidesse di pagare a prezzo pieno 1.500, otterremmo:
| con fattura        | Cliente | Falegname | Stato |
| ------------------ | ------- | --------- | ----- |
| ricavo iniziale    | 2.000 € | 1.500 €   |       |
| spese deducibili   | 1.500 € |           |       |
| lordo              | 500 €   | 1.500 €   |       |
| IRPEF 45%          | -225 €  | -675 €    | 900 € |
| netto              | 275 €   | 825 €     |       |
| spese indeducibili |         |           |       |
| mette in tasca     | 275 €   | 825 €     | 900 € |

Richiedendo la fattura, il cliente mette in tasca ben 275 € Pertanto ha interesse a richiederla, perché ha un beneficio. 
Si noti come lo Stato, sia con fattura che senza, metta in tasca sempre 900 € In ogni caso ne esce vincitore.
Il falegname è costretto a pagare le tasse.

### Fascia basso reddito
Esaminiamo come funzionerebbe il contrasto di interessi sulle fasce più deboli. Apparentemente un IRPEF così alto sembrerebbe esagerato per i più poveri.
Riprendiamo l'esempio del falegname, questa volta nei panni del povero. Ha ricavato 1.500€, ma per vivere li spende quasi tutti:
500 € per il mangiare
200 € di divertimento
500 € di affitto
per un totale di 1.200 €
IRPEF 45%
| con fattura      | Falegname | mangiare | divertimento | affitto | Stato |
| ---------------- | --------- | -------- | ------------ | ------- | ----- |
| ricavo iniziale  | 1.500 €   | 500 €    | 200 €        | 500 €   |       |
| spese deducibili | 1.200 €   |          |              |         |       |
| lordo            | 300 €     | 500 €    | 200 €        | 500 €   |       |
| IRPEF 45%        | -135 €    | -225 €   | -90 €        | -225 €  | 675 € |
| mette in tasca   | 165 €     | 275 €    | 110 €        | 275 €   | 675 € |

Dato che è possibile scaricare tutte le spese, il lordo su cui pagare le tasse è molto basso. Anche con un IRPEF così alto, le fasce più deboli vengono protette. Infatti il falegname riesce ancora a risparmiare, mettendo in tasca 165 €.

### IVA vs IRPEF
IRPEF è un'imposta diretta: viene pagata dal fornitore (il falegname che vende un mobile)
IVA è un'imposta indiretta: viene pagata dal cliente (che acquista il mobile)
Sul piano dell'equità sono preferibili le imposte dirette (IRPEF) che, commisurandosi alla ricchezza posseduta, si adeguano meglio alla capacità contributiva del soggetto.
Al contrario le imposte indirette come l'IVA sono poco solidali, perché tassano tutti allo stesso modo, anche i poveri, gli anziani, i bambini e chi non ha un lavoro. Sono più facili da riscuotere, perché inglobate nel prezzo finale. Ad esempio, quando si acquista un prodotto al supermercato.
Quando avviene una compravendita, lo Stato tassa entrambi gli attori, sia il fornitore (falegname), che il cliente.
Nella seguente tabella, analizzeremo i vari tipi di pagamento, segnando "win", quando la parte ha un guadagno e "lose" quando ha una perdita. Otteniamo queste condizioni:
| pagamento                         | fornitore (IRPEF) | cliente (IVA) | Stato |
| --------------------------------- | ----------------- | ------------- | ----- |
| con fattura classica IVA + IRPEF  | lose              | lose          | win   |
| in nero senza IVA e senza IRPEF   | win               | win           | lose  |
| contrasto d'interessi senza IRPEF | win               | lose          | win   |
| contrasto d'interessi senza IVA   | lose              | win           | win   |

Se il falegname non pagasse tasse (IRPEF), non avrebbe ragione per dimenticarsi la fattura, perché tanto a pagare le tasse sarebbe solo il cliente con l'IVA. Ma questo potrebbe comunque trovare un fornitore più clemente, che non fatturi, pur di prendere il lavoro. Questa logica non può funzionare
Viceversa se il cliente non fosse tassato durante l'acquisto (IVA) potrebbe richiedere la fattura con serenità, perché tanto a pagare le tasse sarebbe solo il fornitore. Inoltre, potendo detrarre la spesa, sarebbe incentivato a farlo.
Il contrasto di interessi senza IVA fa leva proprio su questo principio, lo Stato:
- diventa amico del cliente abolendo l'IVA
- spinge il cliente a richiedere fattura, consentendogli di scaricare la spesa
- stimola a spendere di più per abbassare il proprio imponibile, stimolando la crescita di nuovi posti di lavoro

Su quest'ultimo punto fautori e detrattori sono in contrasto. I detrattori sostengono che non sarebbe maggiormente tassato chi più guadagna, ma chi più risparmia e meno consuma, ovvero coloro che hanno stili di vita più sobri, e questo avrebbe anche conseguenze etiche ed ambientali inaccettabili.
I fautori invece sostengono che è molto meno etico tassare tutti indistintamente con l'IVA. Inoltre il 71% dell'economia italiana è ricoperto dal terziario, come ad esempio i servizi offerti da banche, assicurazioni, massaggiatori, colf. Lavori che hanno un basso impatto sull'ambiente.

### Vantaggio finanziario
Tutti gli esempi sopra non considerano che c'è, nel caso di transazione in nero, oltre alla componente econonomica, quella finanziaria rappresenta dal disporre immediatamente dello sconto (cliente) e/o dell'incasso pulito "a pronti" (fornitore), invece di sopportare il costo finanziario di avere risparmi proiettati nel futuro (cioè dopo la dichiarazione dei redditi e il relativo pagamento delle imposte al fisco) nel caso di transazione documentata e relativo procedimento contabile di deduzione. In pratica: subito liquidità certa oggi versus tasso d'interesse o inflazione o incertezza per cambiamenti di politica fiscale domani.
Inoltre, c'è un altro costo da rilevare: ambo le parti dovranno, dopo la transazione, sostenere l'onere burocratico connesso alle procedure di calcolo della deduzione in sede di dichiarazione dei redditi.

## È possibile eliminare l'IVA?
Tutti i paesi dell’UE devono applicare a beni e servizi l'IVA non inferiore al 15 %.
La direttiva prevede alcune deroghe dalle norme standard sull'IVA per i paesi dell’UE, ad esempio per prevenire determinati tipi di evasione fiscale. Ci sono inoltre regimi speciali dell’IVA ideati per ridurre gli oneri burocratici, ad esempio per le piccole imprese e per gli agricoltori.
Detrattori e fautori sono in disaccordo anche su quest punto. I detrattori sostengono che la restituzione dell’Iva, non sembra compatibile con le regole europee, piuttosto rigide nel pretendere dagli Stati membri la esatta riscossione delle imposte dovute.
I fautori sostengono che è possibile invocare le deroghe previste dalla Direttiva per semplificare la riscossione (solo IRPEF al 45%) e/o per evitare evasioni o elusioni fiscali (contrasto d'interessi senza iva).
I detrattori sostengono che l’Amministrazione si troverebbe a dover controllare la documentazione sottostante a molti milioni di dichiarazioni presentate da contribuenti che potrebbero essere tentati di “fare la cresta” sugli acquisti effettuati. Come l’esperienza empirica insegna, poi, l’Agenzia non è riuscita in passato a controllare nemmeno le imprese edilizie di ristrutturazione che pure erano state pagate con bonifico bancario dal cliente che aveva chiesto la deduzione delle spese di ristrutturazione, figuriamoci se riuscirebbe a controllare analiticamente tutti coloro che hanno emesso un documento commerciale o una fattura.
I fautori sostengono che bisogna concentrarsi su informatizzare la comunicazione tra chi emette scontrino / fattura con lo Stato. Si pensi ad esempio alle farmacie che richiedono il codice fiscale, prima di stampare lo scontrino. Lo Stato dovrebbe attingere a quei dati elettronicamente e inserirli automaticamente nel modello precompilato 730, senza che il cittadino debba preoccuparsi di conservarli o abbia la possibilità di fare la cresta.

## Prima bisogna informatizzare lo Stato
Il malfunzionamento della Pubblica amministrazione (Pa) italiana continua ad avere un impatto molto negativo sull’economia italiana, frenandone la ripresa.
E sebbene la comparazione presenti tutta una serie di limiti, possiamo in linea di massima affermare che l’incapacità, gli sprechi e la cattiva gestione della macchina dello Stato hanno una dimensione economica superiore al mancato gettito riconducibile all'evasione fiscale presente in Italia.
A ricordarlo è l’Ufficio studi della CGIA che, per prima cosa, ha raccolto ed elencato le principali inefficienze della nostra macchina pubblica e i conseguenti effetti economici che queste criticità producono sul sistema economico italiano.
QUI IL RAPPORTO COMPLETO

## Critiche al contrasto d'interessi
Le critiche che portano alla conclusione che l'idea di "portare le spese in detrazione, ad eccezione di IVA", sarebbe una soluzione inefficace ed anche ingiusta sono le seguenti:
1) Esiste una facile contromossa. Il soggetto a cui l'acquirente deve chiedere il documento fiscale può sempre proporre uno sconto superiore al vantaggio che l'acquirente otterrebbe portando la spesa sostenuta e documentata in detrazione. Questo in quanto lo Stato, in una transazione economica tra due soggetti, fa da terzo incomodo. I due soggetti quindi, escludendolo, possono sempre accordarsi per una transazione più conveniente per entrambi. Questo vanifica quindi l'incentivo dato dalla possibilità di detrarre la spesa dall'imponibile. Pertanto, l'incentivo dato dalla detrazione dovrebbe essere tale da annullare l'imposta dovuta, o addirittura da portare a credito di imposta, per essere conveniente.
2) Supponendo di potere veramente detrarre tutte le spese che si fanno (cosa che aumenterebbe enormemente gli oneri di conservazione e contabilizzazione di tutti i documenti di spesa, fino a quando lo Stato non sarà informatizzato), la tassazione finale non potrebbe che essere su quello che non si è speso, ovvero sui risparmi. Riducendosi drasticamente la base imponibile, allo Stato non rimarrebbe che aumentare le aliquote sulla parte tassabile del reddito.
Si arriverebbe così all'assurdo che non sarebbe maggiormente tassato chi più guadagna, ma chi più risparmia e meno consuma, ovvero coloro che hanno stili di vita più sobri, e questo avrebbe anche conseguenze etiche ed ambientali inaccettabili.
Tuttavia questa materia è oggetto di dibattito. C'è chi ritiene queste argomentazioni deboli (in particolare il ragionamento sulla situazione limite di cui al punto 2), chi invece le ritiene perfettamente logiche e giustificate. In base alle pubblicazioni cui si fa riferimento, quest'ultima pare essere la posizione prevalente. Ciononostante il meccanismo del contrasto di interessi può essere utilizzato, specie in via parziale e transitoria, anche senza un bilancio positivo per l'erario, al fine di incentivare settori di interesse strategico (come ad esempio si è fatto per le ristrutturazioni edilizie mirate al risparmio energetico, dove, specie con la deduzione al 55%, le condizioni erano tali da rendere praticamente non conveniente l'esecuzione dei lavori in nero, come comprovato dalla perdita netta di gettito per l'erario), oppure per far emergere il nero in alcuni settori particolarmente critici. Andava in questo senso la proposta di legge n. 3319, del Sen. Barbolini ed altri parlamentari avente per oggetto: «Disposizioni per la deducibilità delle spese sostenute per l'acquisto di beni primari e per i lavori di manutenzione ordinaria della casa, dell'automobile, delle moto e per la cura della persona, nonché per la riduzione dell'aliquota IVA relativa a tali prestazioni», che avrebbe dovuto essere parte della “delega fiscale” che la 16ª legislatura non è riuscita ad approvare. Sulla norma relativa alla deducibilità di scontrini e ricevute, presentata con enfasi da diversi organi di informazione sul finire del 2012, si erano comunque levate diverse voci critiche, ed il governo Monti aveva espresso la sua contrarietà.

## Lotteria fiscale
Rimanendo in un ambito di contrasto di interessi questo si può concretizzare in altre forme che potrebbero risultare più efficaci. Una di queste è la “lotteria fiscale”, ovvero l'istituzione di una lotteria associata ai documenti fiscali emessi (scontrini, ricevute e fatture). I consumatori sarebbero così incentivati a chiedere il rilascio dei documenti fiscali, non solo per un senso del dovere, o per non incappare in sanzioni, come avviene normalmente, ma anche per la possibilità di vincere somme non trascurabili con la lotteria fiscale.
Rispetto alla deducibilità delle spese, il vantaggio dei consumatori sarebbe solo potenziale e non sicuro, ma potenzialmente ben più grande, mentre il costo per lo Stato potrebbe essere relativamente modesto, in dipendenza dal meccanismo premiale adottato. Il metodo dovrebbe rappresentare un incentivo sufficiente in tutti quei casi in cui non esiste possibilità di contrattazione tra cliente e fornitore, quali beni o servizi forniti in base ad un prezzo prefissato (negozi, bar, ecc.), in queste situazioni il cliente avrebbe solo uno svantaggio a non richiedere lo scontrino. Sarebbe più incerto invece il caso di quei servizi in cui il prezzo viene concordato tra cliente e fornitore, poiché il cliente potrebbe preferire, ad una vincita cospicua ma poco probabile, un vantaggio piccolo ma sicuro, rappresentato da uno sconto fatto dal fornitore, per una prestazione “in nero”.
Anche questo metodo quindi ha i suoi limiti, ma laddove esso è stato adottato, ad esempio in Cina, dove è in vigore da anni, i risultati sono stati buoni.
In Italia si discusse di un'iniziativa simile, battezzata “scontrino gratta e vinci”, sul finire del 2009, quando Giorgio Jannone propose di introdurla nella finanziaria 2010. All'epoca furono molti quelli che rivendicarono la primogenitura dell'idea, e ci fu chi ricevette un premio per aver proposto qualcosa di analogo in quel periodo. Tuttavia il primo ad aver avanzato questa idea fu probabilmente Glauco Masotti, con una proposta, denominata “Totoscontrino”, del 1993 (quando la lotteria più famosa era il Totocalcio), che rielaborò nel 2005 in questi termini: «Istituire una lotteria in cui ogni settimana venga estratta una partita IVA e un numero di scontrino o ricevuta fiscale […] Ogni cliente di una qualsiasi attività commerciale sarebbe incentivato a chiedere il rilascio del documento fiscale […] un incentivo sufficiente potrebbe essere assegnare premi il cui ammontare sia da 10 a 100 volte l'importo corrispondente al documento fiscale estratto. Il coefficiente di premio potrebbe essere inversamente proporzionale al suddetto importo, […] qualora il numero di documento fiscale estratto fosse superiore al numero di quelli emessi, potrebbe essere dichiarato vincente il numero risultante dal resto della divisione del numero estratto per il numero di scontrini o ricevute effettivamente emessi.»

L'iniziativa è stata poi effettivamente adottata, con inizio ufficiale nel febbraio 2021. Altri Paesi dell'Unione europea in cui è stata messa in atto la lotteria fiscale sono Malta, Portogallo, Romania e Slovacchia.

## Sistema ibrido
In Brasile, nello stato di San Paolo è stata messa in pratica un'altra soluzione.
Il sistema adottato in Brasile potrebbe essere considerato un mix dei due sistemi descritti in precedenza, ma con alcune sostanziali differenze. In sintesi, gli esercenti dello Stato di San Paolo sono collegati via web ad un sistema informatico che contabilizza le transazioni effettuate dai clienti che aderiscono, su base volontaria, al programma. A questi è riconosciuto periodicamente un credito, proporzionale all'IVA versata, ovvero alle spese effettuate, che può essere riscosso o portato in detrazione di imposta. A questo si aggiungono premi che vengono estratti mensilmente a sorte. Essendo un sistema ibrido, a questo si potrebbero applicare, almeno in parte, le critiche esposte in precedenza ai due sistemi "puri" da cui deriva, ma la possibilità di riscuotere il credito consente di dare un vantaggio anche alla fascia di popolazione esente. In ogni caso i cittadini sembrano aver apprezzato un fisco in grado anche di premiare i comportamenti virtuosi e non solo di sanzionare e reprimere quelli illeciti. Di fatto il sistema adottato nello stato di San Paolo ha portato consistenti benefici all'erario. Una soluzione simile è stata proposta da Matteo Renzi: «Per incentivare la registrazione delle transazioni commerciali, possono essere previste delle misure di incentivo, come una lotteria abbinata agli scontrini fiscali o un meccanismo di restituzione al contribuente di parte dell'IVA pagata all'atto della transazione (scontrini premio).»

## La ricerca di una soluzione definitiva
Un sistema premiale, del tipo di quelli descritti, non sarebbe comunque in grado di risolvere definitivamente il problema dell'evasione fiscale, specie in un paese come l'Italia, dove il fenomeno ha dimensioni abnormi, ma potrebbe costituire un valido aiuto per contrastarlo, affiancando gli strumenti, più tradizionali (anche se fatti con tecnologie modernissime), di investigazione, controllo e repressione. C'è però chi ha proposto soluzioni più radicali per risolvere il problema.

### Uso del contante ed evasione fiscale
È opinione diffusa che alla radice del fenomeno dell'evasione fiscale, così come di altri comportamenti illeciti o criminali, vi sia l'uso del denaro contante, poiché intrinsecamente non tracciabile. È per questo che, nel corso degli anni, in Italia (come in altri paesi), sono state emanate norme restrittive per l'uso del contante, che tuttavia sono facilmente eludibili.
Infatti basta che fornitore e cliente si mettano d'accordo per
procedere in nero (magari con uno sconto cospicuo) affinché la
transazione possa avvenire tranquillamente in contanti, anche oltre il
limite consentito.
In una situazione in cui il volume di
moneta liquida circolante è molto elevato (come in Italia) e a
disposizione di molti, poiché spesso non solo imprese e lavoratori
autonomi ricevono una parte di incassi in nero, ma anche i lavoratori
dipendenti hanno parte dello stipendio "fuori busta",
solitamente con il loro consenso, essendo un vantaggio fiscale, pare
non esserci convenienza ad utilizzare altri metodi di pagamento.
La diffusione della moneta elettronica, che nelle forme note è invece intrinsecamente tracciabile, ha aperto nuove prospettive. Milena Gabanelli ha proposto di contrastare ulteriormente l'impiego del contante attraverso la sua tassazione, ma, già qualche anno prima, c'è chi aveva proposto la sua abolizione, ovvero di effettuare tutte le transazioni esclusivamente con moneta elettronica. Questa idea quindi circola da tempo, inoltre viene periodicamente riproposta, ma è anche fortemente avversata. Tuttavia in molti paesi l'uso del contante è già molto ridotto, in particolare in Svezia la prospettiva di poterne fare definitivamente a meno si pone come concreta.